# Дадиани
Дадиани (на грузински: დადიანი) е династия, управлявала Мегрелия от XI век до нейното завладяване от Руската империя през 1867 година.
Първите сведения за рода са от 1046 година, като за негов основател се смята Дади от управляващата в Сванети династия Варданисдзе. Поставени за наследствени еристави на Мегрелия, Дадиани се утвърждават като едни от най-влиятелните родове в западна Грузия и от 1542 година управляват като независими князе. През 1691 година главният клон на династията е прекъснат и фамилното име е наследено от родствения им род Чиковани. През 1867 година Мегрелия е присъединена към Русия, а малко по-късно последният княз Николоз Дадиани се отказва от претенции за трона.
Известен по-късен представител на фамилията е писателят Шалва Дадиани (1874 – 1959).